# Nikołaj Rimski-Korsakow (wojskowy)
Nikołaj Iljicz Rimski-Korsakow, (ros. Николай Ильич Римский-Корсаков trb. Nikołaj Iljicz Rimskij-Korsakow trl. Nikolaj Il′ič Rimskij-Korsakovur; ur. 8 maja 1889, zm. 8 lub 14 kwietnia 1971 w Buenos Aires) – rosyjski wojskowy marynarki wojennej (porucznik), oficer Kriegsmarine, flag-kapitan zespołów statków rzecznych podczas II wojny światowej, czetnicki partyzant, kapitan statków handlowych w okresie powojennym.
Pochodził z rodziny arystokratycznej. W 1909 r. ukończył korpus morski. W 1914 r. awansował do stopnia porucznika. Brał udział w I wojnie światowej. Początkowo dowodził 1 kompanią Samodzielnego Batalionu Floty Wojennej Morza Bałtyckiego. Następnie objął dowództwo dywizjonu trałowców na Bałtyku. W 1917 r. miał otrzymać Order Św. Jerzego 4 klasy, ale odmówił jego przyjęcia. Od 1918 r. walczył z wojskami bolszewickimi w szeregach Białych na południu Rosji. Służył w 1 Aleksiejewskim Pułku Konnym. Latem 1920 r. został ciężko ranny w walkach pod Małą Kachowką. W połowie listopada tego roku wraz z wojskami Białych ewakuował się do Gallipoli. Na emigracji zamieszkał w Bułgarii. Następnie przeniósł się do Brukseli. Podczas II wojny światowej służył w Kriegsmarine. Pełnił funkcję flag-kapitana jednego z zespołu statków rzecznych, które pływały kanałami i rzekami do Morza Czarnego i Morza Azowskiego. Podczas ostatniego rejsu dowodził zespołem statków, płynących początkowo wzdłuż wybrzeża Krymu z portu w Kerczu przez Sewastopol do Odessy, a stamtąd Dunajem do Serbii. Tam przystąpił do jednego z partyzanckich oddziałów czetników gen. Dragoljuba Mihailovicia. Po spędzeniu zimy w górach został przerzucony samolotem do Rzymu, gdzie przebywał do zakończenia wojny. Następnie zamieszkał w Argentynie, gdzie był kapitanem statków handlowych.